# Alexandra Tondeur
Pour les articles homonymes, voir Tondeur.
Alexandra Tondeur, née le 20 mars 1987 à Namur en Belgique, est une triathlète professionnelle, championne de Belgique en 2010, vainqueur sur triathlon Ironman 70.3, championne d'Europe moyenne distance en 2018 et championne du monde longue distance en 2019.

## Biographie

### Jeunesse
Alexandra Tondeur commence le sport dès son plus jeune âge et pratique diverses activités sportives comme l'équitation, le tennis de table, le tennis ou encore l’athlétisme. Elle participe à quelques courses locales dans cette dernière spécialité. C'est à l'université qu'elle se découvre une passion pour le triathlon et qu'elle fait le choix de se consacrer totalement à cette pratique.

### Carrière en triathlon
Alexandra Tondeur connait son premier succès sur courte distance en 2010, lors du triathlon de Gérardmer et décide de devenir professionnelle, puis elle remporte le championnat national. Elle s'engage sur les compétitions du circuit de la Fédération internationale de triathlon (ITU) mais doit réduire ses engagements dans le triathlon en 2011 et 2012 en raison d'une blessure à l’épaule qui la pénalise en natation. Elle se consacre alors au cyclisme et au duathlon. Elle reprend le triathlon en 2013 et fait le choix de se tourner vers les épreuves sur longue distance du circuit Ironman 70.3 à partir de 2014.
À la suite de sa blessure, due principalement à une technique de natation imparfaite, et après une période de doute, elle se fixe des objectifs ambitieux et choisit d'être entraînée par Yves Devillers qui l'astreint à un programme technique et physique important. 2015 marque une année de progression et de consécration où elle réalise plusieurs podiums sur des courses internationales et notamment une seconde place sur l'Ironman 70.3 Pays d'Aix en France, ainsi qu'une troisième place sur l'Ironman Majorque en Espagne. Elle clôt la saison 2015 par sa première consécration internationale en remportant l'Ironman 70.3 Belek en Turquie.
En 2016, elle continue sa progression sur distance Ironman et prend la seconde place de l'Ironman Lanzarote derrière la Danoise Tine Holst.
En 2018, elle prend la seconde place du championnat d'Europe longue distance organisé par la Fédération européenne de triathlon à Madrid en Espagne derrière la Britannique Laura Siddall et remporte un mois plus tard à  Ibiza, le championnat européen sur moyenne distance en prenant le pas sur la tenante du titre la Danoise Camilla Pedersen. Alexandra Tondeur est la troisième Belge à inscrire son nom au palmarès du championnats d'Europe de triathlon moyenne distance.
En 2019, elle remporte son premier titre mondial en s'imposant sur les championnats du monde de triathlon longue distance 2019. Après le départ, la natation est emmenée par la Danoise Camilla Pedersen qui sort en tête de l'eau suivit de la Française Manon Genêt. Dès le premier tour de vélo, la Française imprime un fort tempo sur le circuit, qui voit quelques prétendantes lâcher prises, Restant dans le tri de tête; Elle arrive à la seconde transition avec la Danoise et la Française. Plus efficace lors de la transition Manon Genet s’élance en premier sur les 30 kilomètres de l’épreuve de course à pied. Camilla Pedersen ne peut soutenir le rythme et lâche rapidement prise pour abandonner. Alexandra Tondeur, va peu à peu remonter les secondes qui la sépare de Manon Genêt et la reprend à hauteur du 15e kilomètres. Cette dernière ne peut lui resister et laisse partir la Belge vers son premier titre mondial. Elle franchit la ligne d'arrivée avec une grande émotion et remporte le titre de championne du monde de triathlon longue distance. Elle est la deuxième Belge à inscrire son nom au palmarès féminin de l'épreuve après Kathleen Smet en 2005,. Elle reçoit le titre honorifique de triathlète belge de l'année décernée par le site internet spécialisé 3athlon.

## Palmarès en triathlon
Le tableau présente les résultats les plus significatifs (podium) obtenus sur les circuits national et international de triathlon depuis 2008,.
| Année | Compétition                                         | Pays       | Position           | Temps           |
| ----- | --------------------------------------------------- | ---------- | ------------------ | --------------- |
| 2019  | Championnats du monde de triathlon longue distance  | Espagne    | Médaille d'or      | 5 h 48 min 1 s  |
| 2019  | Embrunman                                           | France     | Médaille de bronze | 11 h 5 min 57 s |
| 2019  | Ironman 70.3 Luxembourg                             | Luxembourg | Médaille de bronze | 4 h 20 min 48 s |
| 2019  | Triathlon Alpe d'Huez                               | France     | Médaille de bronze | 6 h 57 min 32 s |
| 2018  | Championnats d'Europe de triathlon moyenne distance | Espagne    | Médaille d'or      | 3 h 12 min 20 s |
| 2018  | Championnats d'Europe de triathlon longue distance  | Espagne    | Médaille d'argent  | 9 h 56 min 44 s |
| 2018  | Ironman 70.3 Luxembourg                             | Luxembourg | Médaille de bronze | 4 h 30 min 31 s |
| 2017  | Ironman 70.3 Luxembourg                             | Luxembourg | Médaille d'or      | 4 h 22 min 44 s |
| 2017  | Ironman Allemagne                                   | Allemagne  | Médaille de bronze | 8 h 59 min 55 s |
| 2016  | Ironman Lanzarote                                   | Espagne    | Médaille d'argent  | 10 h 4 min 53 s |
| 2015  | Ironman 70.3 Belek                                  | Turquie    | Médaille d'or      | 4 h 26 min 39 s |
| 2015  | Triathlon de Gérardmer LD                           | France     | Médaille d'argent  | 4 h 21 min 26 s |
| 2015  | Ironman Majorque                                    | Espagne    | Médaille de bronze | 9 h 34 min 22 s |
| 2015  | Triathlon de Gérardmer M                            | France     | Médaille d'argent  | 2 h 32 min 32 s |
| 2015  | Ironman 70.3 Pays d'Aix                             | France     | Médaille d'argent  | 4 h 35 min 49 s |
| 2014  | Championnats de Belgique de triathlon               | Belgique   | Médaille d'argent  | Timing          |
| 2013  | Championnats de Belgique de triathlon               | Belgique   | Médaille d'argent  | Timing          |
| 2010  | Championnats de Belgique de triathlon               | Belgique   | Médaille d'or      | Timing          |
| 2008  | Triathlon de Gérardmer M                            | France     | Médaille d'or      | Timing          |

## Palmarès en cyclisme
- 2012
  - 2e du Tour de Charente-Maritime féminin

## Distinctions
- Chevalière du Mérite wallon (Ch.M.W.) 2018[11]